# Sonata per a violí en la major, D 574 (Schubert)
| 1. Allegro moderato                                                 |
|                                                                     |
|                                                                     |
|                                                                     |
| 2. Scherzo: presto                                                  |
|                                                                     |
|                                                                     |
|                                                                     |
| 3. Andantino                                                        |
|                                                                     |
|                                                                     |
|                                                                     |
| 4. Allegro vivace                                                   |
|                                                                     |
| Interpretació de Dénes Zsigmondy (violí) i Anneliese Nissen (piano) |
|                                                                     |

La Sonata per a violí en la major, D 574, Op. Post. 162, també anomenada "Duo" o "Grand Duo", va ser composta per Franz Schubert l'any 1817, un any més tard que les tres sonatines amb la mateixa configuració instrumental per a piano i violí. Hi ha una forta unitat temàtica, de manera evident, entre l'inici dels temes del segon i quart moviments.

## Estructura
Consta de quatre moviments:
1. Allegro moderato (la major), forma sonata
2. Scherzo: Presto (mi major); trio en do major
3. Andantino (do major), forma ternària
4. Allegro vivace (la major), forma sonata